# Entophlyctis molesta
Entophlyctis molesta är en svampart som beskrevs av Canter 1965. Entophlyctis molesta ingår i släktet Entophlyctis och familjen Endochytriaceae.   Inga underarter finns listade i Catalogue of Life.